# Amago Yoshihisa
Pour les articles homonymes, voir Yoshihisa.
Amago Yoshihisa est un nom japonais traditionnel ; le nom de famille (ou le nom d'école), Amago, précède donc le prénom (ou le nom d'artiste).
Amago Yoshihisa (尼子 義久, 1540-14 octobre 1610) est un daimyō de la province d'Izumo du Japon féodal.
Fils ainé de Haruhisa, il reçoit le nom d'enfance Saburōshirō (三郎四郎). Après la mort soudaine de son père en 1560, il devient le chef du clan et continue la lutte contre le clan Mōri. Tandis qu'il est assiégé au château de Toda, Yoshihisa fait exécuter un vassal, Moriyama Hisakane, de peur d'une trahison. Cela entraîne la désertion de l'essentiel des troupes qui lui restent et en 1566, il se rend à Mōri Motonari. Yoshihisa se voit accorder son désir de devenir moine et est retenu captif au Enmei-ji. Le chef du clan une fois parti, les Amago sont contraints de se mettre au service d'un autre daimyo.
Le nom de moine de Yoshihisa est « Yurin » (友林) et après que Mōri Terumoto est devenu chef du clan Mōri, il devient vassal de Terumoto.

## Source de la traduction
- (en) Cet article est partiellement ou en totalité issu de l’article de Wikipédia en anglais intitulé « Amago Yoshihisa » (voir la liste des auteurs).